# El Porvenir, San Juan Bautista Atatlahuca
El Porvenir är en ort i Mexiko.   Den ligger i kommunen San Juan Bautista Atatlahuca och delstaten Oaxaca, i den sydöstra delen av landet, 300 km sydost om huvudstaden Mexico City. El Porvenir ligger 1 093 meter över havet och antalet invånare är 537.
Terrängen runt El Porvenir är bergig österut, men västerut är den kuperad. El Porvenir ligger nere i en dal. Runt El Porvenir är det mycket glesbefolkat, med 4 invånare per kvadratkilometer. Närmaste större samhälle är San Miguel Aloápam, 18,0 km sydost om El Porvenir. I omgivningarna runt El Porvenir växer i huvudsak blandskog.